# ويلدون ناثانيل إدواردز
ويلدون ناثانيل إدواردز (بالإنجليزية: Weldon Nathaniel Edwards) (و. 1788 – 1873 م) هو سياسي، ومحام من الولايات المتحدة الأمريكية .
وهو عضو في الحزب الديمقراطي الأمريكي .